# أدريان مورمان
أدريان مورمان (بالفرنسية: Adrien Moerman) مواليد 7 أغسطس 1988 في فرنسا، هو لاعب كرة سلة فرنسي. بدأ مسيرته الاحترافية في سنة 2005. يلعب مع نادي داروشافاكا لكرة السلة. يحمل الرقم 18. يبلغ طوله 6 قدم 8 بوصة (2.0 م). حقق المركز الثالث في بطولة العالم لكرة السلة للشباب تحت 19 سنة 2007.

## المسيرة الاحترافية
لعب مع جاي إس إف نانتير في الدوري الفرنسي في موسم 2007–2008، ثم لعب مع أورليان لواريت من سنة 2008 إلى 2011، ثم لعب مع نانسي باسكت في الدوري الفرنسي في موسم 2011–2012، ثم لعب مع بلباو باسكت في الدوري الإسباني في موسم 2012–2013، ثم لعب مع ليموج سي إس بي في الدوري الفرنسي من سنة 2013 إلى 2015، ثم لعب مع بانفيت لكرة السلة في الدوري التركي في موسم 2015–2016، ثم لعب مع داروشافاكا في سنة 2016.

## الميداليات
| الميدالية | المسابقة                                       |
| --------- | ---------------------------------------------- |
| برونزية   | بطولة العالم لكرة السلة للشباب تحت 19 سنة 2007 |

## روابط خارجية
- أدريان مورمان على موقع الاتحاد الدولي لكرة السلة (الإنجليزية)
- أدريان مورمان على موقع الدوري الأوروبي لكرة السلة (الإنجليزية)
- أدريان مورمان على موقع الدوري الإسباني لكرة السلة (الإسبانية)
- أدريان مورمان على موقع كرة السلة الأوروبية.كوم (الإنجليزية)
- أدريان مورمان على موقع ريلجم (الإنجليزية)
- أدريان مورمان على موقع بروبوليرز (الإنجليزية)
- أدريان مورمان على موقع سبورتس رفرنس (الإنجليزية)